# Бетой (язык)
Бетой (исп. betoi) или бетой-хирара (исп. betoi-jirara) — вымерший язык (или группа языков) на территории современной Венесуэлы к югу от реки Апуре. Исследователи выделяют следующие бетойские языки или диалекты:
- айрико (исп. airico, ayrico),
- бетой (исп. betoi),
- эле (исп. ele),
- хирара (исп. jirara),
- лолака (исп. lolaca),
- ситуфа (исп. situfa).

Бетой считается изолированным языком, хотя делались попытки включить его в гипотетические чибча-паэсскую и макро-паэсскую (Кауфман, 2007) семьи.